# Cuthona foliata
Cuthona foliata är en snäckart som först beskrevs av Forbes och Harry D.S. Goodsir 1839.  Cuthona foliata ingår i släktet Cuthona och familjen Tergipedidae. Arten är reproducerande i Sverige. Inga underarter finns listade i Catalogue of Life.